# John Terlesky
John Todd Terlesky, lepiej znany jako John Terlesky (ur. 30 maja 1961 w Cincinnati, w stanie Ohio) – amerykański aktor, reżyser telewizyjny i filmowy, scenarzysta.

## Kariera
Po raz pierwszy trafił na szklany ekran w serialu NBC Legmen (1984) jako David Taylor, student w południowej Kalifornii, który wraz z kolegą (Bruce Greenwood) dorabia dodatkowe pieniądze pomagając prywatnemu detektywowi. 
Debiutował jako reżyser wspólnie z Jimem Wynorskim dreszczowcem sensacyjnym Projekt Pandora (The Pandora Project, 1998) z udziałem Daniela Baldwina, Eriki Eleniak i Richarda Tysona. Następnie zrealizował sensacyjno–przygodowy dreszczowiec kryminalny HBO Sekcja Alfa (Supreme Sanction, 1999) z Kristy Swanson i Michaelem Madsenem i dreszczowiec fantastycznonaukowy wideo Dzień sądu ostatecznego (Judgment Day, 1999) na podstawie scenariusza Williama Carsona z Ice’em-T, Suzy Amis i Mario Van Peeblesem.
Wyreżyserował kilka odcinków seriali telewizyjnych, w tym Orły z Bostonu (2006–2007), Chirurdzy (2008), Brzydula Betty (2008–2010), Poślubione armii (2008–2011), Castle (2009–2016), Jej Szerokość Afrodyta (2010), Zbrodnie Palm Glade (2011), Anatomia prawdy (2011–2013), Plotkara (2012), Zabójcze umysły (2012–2015), Hawaje 5-0 (2013), Zemsta (2013–2015), Agenci T.A.R.C.Z.Y. (2014–2016), Sposób na morderstwo (2014–2020), Skandal (2015), Poza czasem (2016), Czarna lista (2016–2023), Czarna lista: Odkupienie (2017) i S.W.A.T. – jednostka specjalna (2019–2022).
11 maja 1996 zawarł związek małżeński z aktorką Jayne Brook. Mają dwie córki: Alexandrę Sophię (ur. 1998) i Annaliese Marie.

## Filmografia

### Filmy fabularne
- 1985: Consenting Adult (TV) jako Pete Roberts
- 1985: Tajemniczy wielbiciel (Secret Admirer) jako Rick
- 1987: Na całą noc (The Allnighter) jako C.J
- 1987: Łowca śmierci 2: Pojedynek tytanów (Deathstalker II) jako Łowca śmierci
- 1988: Rendez-vous ze śmiercią (Appointment with Death) jako Raymond Boynton
- 1989: Nashville Beat (TV) jako Stick
- 1989: Rzeka przeklęta (Damned River) jako Carl
- 1990: Bar Girls (TV) jako Gabe Shriver
- 1990: Wariaci (Crazy People) jako Adam Burgess
- 1993: Mała milionerka (Little Miss Millions) jako Randolph Palmer
- 1995: Tropiciel (Hard Bounty) jako Carver
- 1998: Gliniarz przyszłości (Storm Trooper) jako Shotgun
- 1999: Dzień sądu ostatecznego (Judgment Day) jako Shooter

### Seriale
- 1984: Legmen jako David Taylor
- 1984: Fakty życia (The Facts of Life) jako Rich Thompson
- 1985: V jako zmarły chłopak
- 1988: Nasz dom (Our House) jako Scott
- 1989: The Famous Teddy Z jako Ryan Lane
- 1989: Słowiki (Nightingales) jako Phillip Danlow
- 1990: Empty Nest jako Bucky Barnes
- 1991: Paradise, znaczy raj (Paradise) jako Dakota
- 1993: Paramedycy (Sirens) jako oficer Dan Kelly 1
- 1995: Dziewczyna Ameryki (All American Girl) jako Tim
- 1995: Strażnik Teksasu jako Pete Battle
- 1996: Ostatnia granica/Miłość na Antypodach (The Last Frontier) jako Reed Garfield
- 1996: Napisała: Morderstwo jako Vince DeNisco
- 2005: CSI: Kryminalne zagadki Miami jako Larry Van Owen